# 奧克格羅夫 (阿肯色州華盛頓縣)
奧克格羅夫（英語：Oak Grove）是位於美國阿肯色州華盛頓縣的一個非建制地區。該地的面積和人口皆未知。

## 地理
奧克格羅夫的座標為36°11′23″N 94°11′14″W / 36.18972°N 94.18722°W，而該地的平均海拔高度為401米（即1316英尺）。